# Обиршія (Арад)
Обиршія (рум. Obârșia) — село у повіті Арад в Румунії. Входить до складу комуни Петріш.
Село розташоване на відстані 342 км на північний захід від Бухареста, 86 км на схід від Арада, 114 км на південний захід від Клуж-Напоки, 102 км на північний схід від Тімішоари.

## Населення
За даними перепису населення 2002 року у селі проживали 148 осіб, усі — румуни. Усі жителі села рідною мовою назвали румунську.